# (10634) Pepibican
(10634) Pepibican (1998 GM1) – planetoida z pasa głównego asteroid okrążająca Słońce w ciągu 3,93 lat w średniej odległości 2,49 j.a. Odkryta 8 kwietnia 1998 roku.